# ヴェニアミン・マンドリキン
ヴェニアミン・アナトーリエヴィチ・マンドリキン（ロシア語: Вениамин Анатольевич Мандрыкин、1981年8月30日 - 2023年8月6日）は、現ロシア・オレンブルク州、オレンブルク出身のサッカー選手。ポジションはGK。

## 経歴

### 初期の経歴
1981年、現ロシアのオレンブルクで生まれた。幼少の頃にウラジカフカスに引越しFCアラニア・ウラジカフカスのアカデミーに入団した。サッカーを始めた当初はFWに興味を持っていたが身長が伸びると共にゴールキーパーへ変更。13歳の時にはサッカーへの情熱が冷め一度は退団をするがコーチのヴァレリー・ゴロホフの説得されアメリカで開かれたユースの大会に出場。そこで勝利を収め、真剣にサッカーに打ち込むようになった。

### FCアラニア・ウラジカフカス
1997年にアラニア・ウラジカフカスでキャリアを始め、1998年にはユースオリンピックに出場した。クラブでは長年正GKを務めていたザウル・ハロフが退団したのを契機に正ゴールキーパーを務めることになった。1998年から2000年まではUEFA U-21欧州選手権の予選に出場し、同組のフランスが1位になったため本選出場を逃したが、この予選でのプレーが海外のスカウトから注目を集めた。2000年1月にはフランスのFCジロンダン・ボルドーに招待され10日間トレーニングをした。

### PFC CSKAモスクワ
2001年、PFC CSKAモスクワに移籍をした。CSKAではセルゲイ・ペルフンが正GKであったが試合中の事故により亡くなる。ペルフン亡き後は正GKとして出場。2002年は怪我をして、シーズン中盤に差し掛かった夏にロシア代表のルスラン・ニグマトゥーリンが加入してポジションを奪われる。半年のレンタルであった為にニグマトゥーリンはクラブを去るが、2003年にも怪我をし、それ以後はイゴール・アキンフェエフがCSKAの正GKとして君臨した。2007年5月にはアキンフェエフがFCロストフ戦で膝の大怪我を負い、半年間の離脱を余儀なくされた為に、その穴埋めとして20試合に出場した。
2008年から2010年までは出場機会を求めてFCトム・トムスク、FCロストフ、PFCスパルタク・ナリチク、FCディナモ・ブリャンスクにレンタル移籍をした。

## 代表
2003年2月12日、キプロス代表戦でロシア代表デビューを果たした。
2003年4月30日、ジョージア代表との試合に招集され出場したが、これ以後代表には招集されていない。

## 事故
2010年11月10日、マンドリキンはブリャンスク市内を女性二人と同僚のマクシム・フョードロフ、マラト・マグケーイェフらと共に車で走行中に速度違反をして警察の追尾を受けた。さらに速度を上げたその5分後に車のコントロールを失い木に激突。警察発表によるとマンドリキンは酔っていた。女性二人は骨折などの重傷を負い同僚二人は軽症であった。マンドリキンは脊髄を損傷して重体に陥り、市内の病院へ搬送され手術を受け、2011年2月中旬まで集中治療室で過ごした。2011年6月頃になると徐々にではあるが回復していき、9月にインタビューに答えた時は病院関係者やクラブのサポートに感謝を述べた。2011年11月10日、リハビリテーションセンターに移った。